# Jérôme Beau
Jérôme Daniel Beau (Parigi, 24 dicembre 1957) è un arcivescovo cattolico francese, dal 14 gennaio 2025 arcivescovo metropolita di Poitiers.

## Biografia
Dopo due anni nella facoltà di medicina, entra nel seminario Saint-Sulpice a Issy-les-Moulineaux e consegue un master in teologia presso l'Istituto cattolico di Parigi. È ordinato sacerdote il 23 giugno 1984 per l'arcidiocesi di Parigi dal cardinale Jean-Marie Lustiger.

## Carriera ecclesiastica
È il primo vicario in due parrocchie a Parigi, unendo questi ministeri parrocchiali dapprima con una responsabilità nella cappellania del liceo, poi come direttore spirituale nel seminario diocesano a Parigi. Nel 1990 diventa per tre anni cappellano diocesano del Movimento dei giovani eucaristici (EYM) prima di essere nominato parroco di Saint-Séverin e Saint-Nicolas. Nel 2001 diventa superiore a questo seminario e viene nominato canonico della cattedrale di Notre-Dame a Parigi.
Il 1º giugno 2006 papa Benedetto XVI lo nomina vescovo titolare di Privata ed ausiliare di Parigi. Viene consacrato l'8 settembre seguente dall'arcivescovo di Parigi, il cardinale André Vingt-Trois, coadiuvato dal cardinale Jean-Marie Lustiger, arcivescovo emerito di Parigi, e da Olivier de Berranger, vescovo di Saint-Denis.
Presso la Conferenza episcopale francese è membro del Consiglio per l'unità dei cristiani e le relazioni con l'ebraismo dal settembre 2008 al 2013, quindi membro del comitato studi e progetti dal 1º luglio 2013 al 2016 e presidente della Commissione episcopale per ministri ordinati e laici nella missione ecclesiale dal 1º luglio 2017.
Il 25 luglio 2018 papa Francesco lo nomina arcivescovo di Bourges; succede ad Armand Maillard. Si insedia il 23 settembre seguente nella cattedrale di Bourges.
Il 14 gennaio 2025 lo stesso papa lo nomina arcivescovo metropolita di Poitiers; succede a Pascal Jean Marcel Wintzer, precedentemente nominato arcivescovo di Sens. Si insedia il 2 marzo seguente.

## Pubblicazioni
- Thérèse de Lisieux docteur de la vérité, Cahiers de l'École cathédrale, Parole et silence, 2007
- Juifs et chrétiens, pourquoi nous rencontrer?, École cathédrale, Parole et silence, 2013
- Juifs et chrétiens, pour approfondir le dialogue, École cathédrale, Parole et silence, 2013
- Questions sur la foi dans la vie de tous les jours, Cahiers du Collège des Bernardins, Parole et silence, 2014
- Chrétiens, à l'écoute de la tradition d'Israël, École cathédrale, Parole et Silence, 2014
- Juifs et chrétiens lisent ensemble les Écritures - Ancien Testament, École cathédrale, Parole et Silence, 2016
- Questions sur la foi au fil de l'Écriture, Cahiers du Collège des Bernardins, Parole et silence, 2016
- Juifs et chrétiens face à la Shoah, École cathédrale, Parole et silence, 2016
- Juifs et chrétiens lisent ensemble les Écritures: Nouveau Testament, École cathédrale, Parole et silence, 2017

### Curatele
- Femmes de l'Évangile, Christine Pellistrandi, Cahiers de l'École cathédrale, 2007

## Genealogia episcopale
La genealogia episcopale è:
- Cardinale Scipione Rebiba
- Cardinale Giulio Antonio Santori
- Cardinale Girolamo Bernerio, O.P.
- Arcivescovo Galeazzo Sanvitale
- Cardinale Ludovico Ludovisi
- Cardinale Luigi Caetani
- Cardinale Ulderico Carpegna
- Cardinale Paluzzo Paluzzi Altieri degli Albertoni
- Papa Benedetto XIII
- Papa Benedetto XIV
- Papa Clemente XIII
- Cardinale Marcantonio Colonna
- Cardinale Giacinto Sigismondo Gerdil, B.
- Cardinale Giulio Maria della Somaglia
- Cardinale Carlo Odescalchi, S.I.
- Vescovo Eugène de Mazenod, O.M.I.
- Cardinale Joseph Hippolyte Guibert, O.M.I.
- Cardinale François-Marie-Benjamin Richard
- Vescovo Marie-Prosper-Adolphe de Bonfils
- Cardinale Louis-Ernest Dubois
- Cardinale Georges-François-Xavier-Marie Grente
- Arcivescovo Marcel-Marie-Henri-Paul Dubois
- Cardinale François Marty
- Cardinale Jean-Marie Lustiger
- Cardinale André Vingt-Trois
- Arcivescovo Jérôme Daniel Beau